# Big Sur

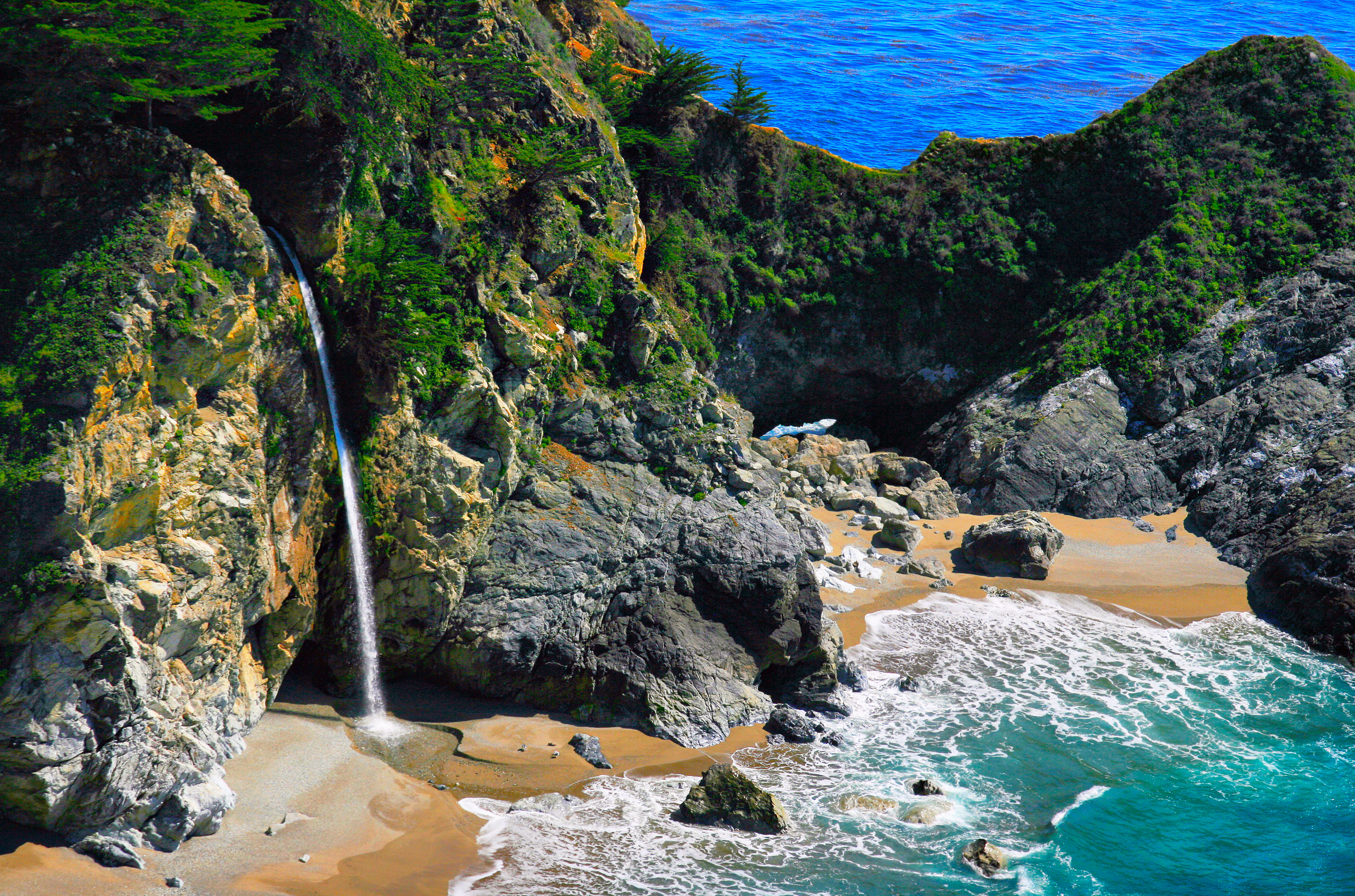
La cascada McWay, Big Sur

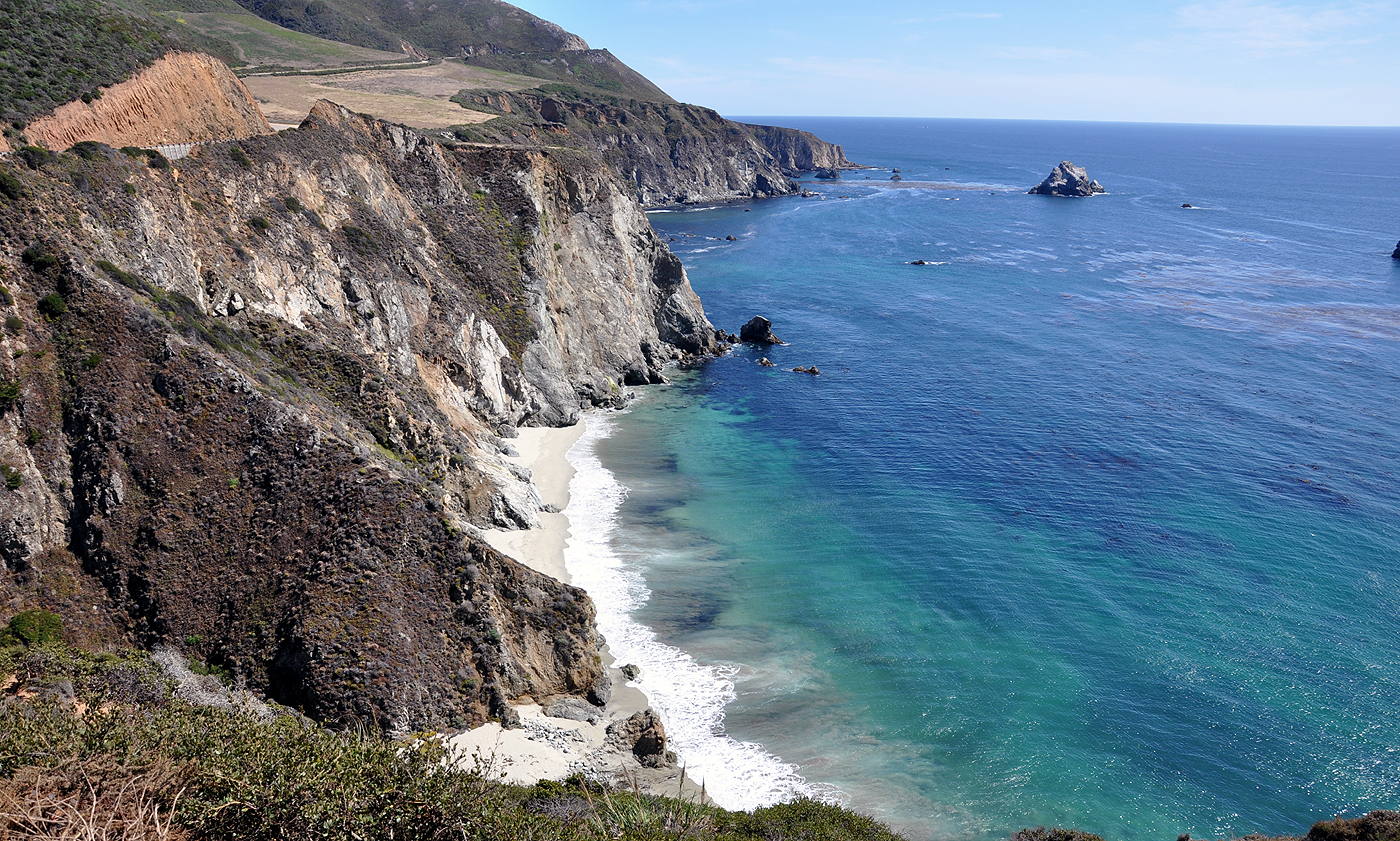
Big Sur. Costa acantilada en Bixby Creek Bridge

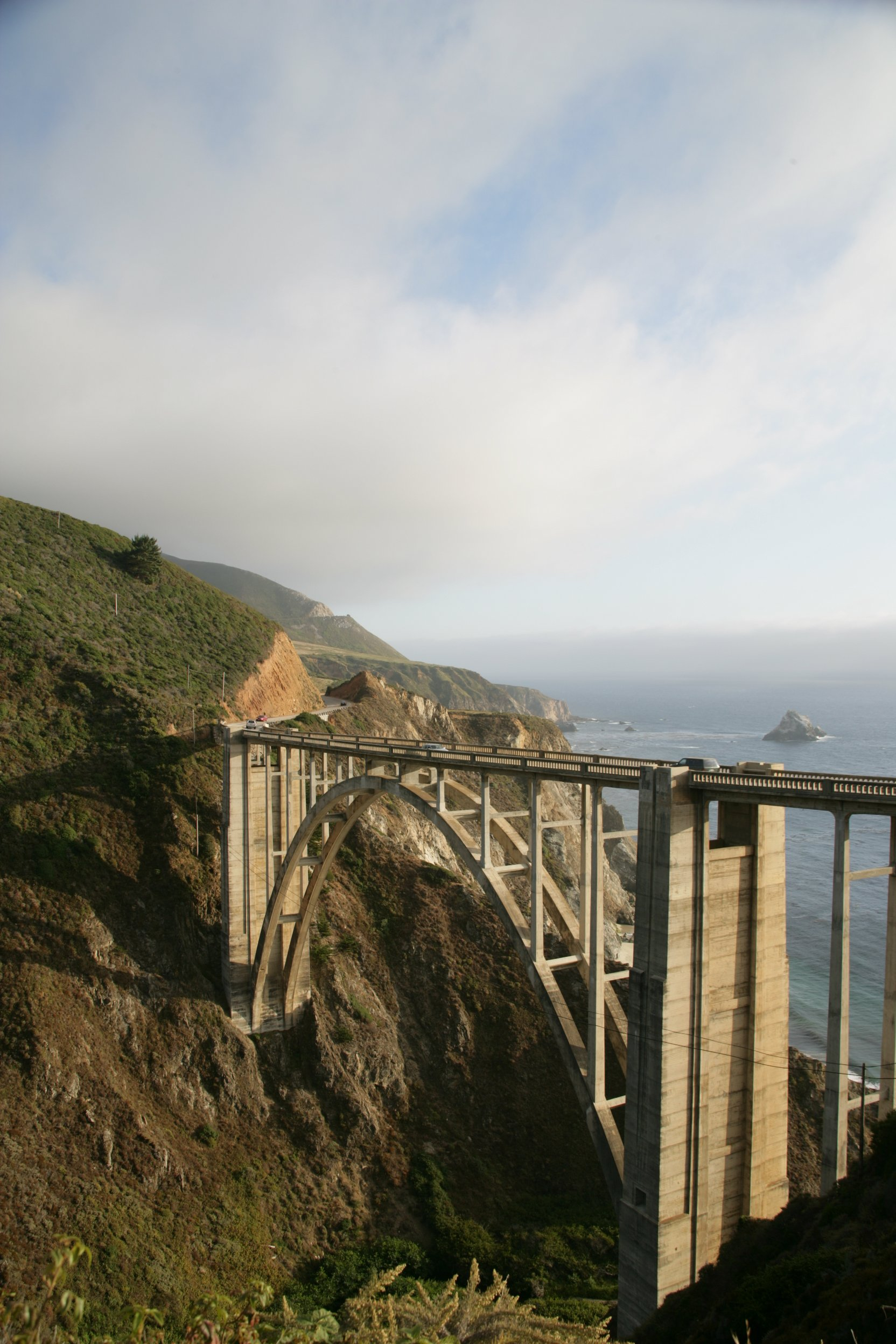
El puente de Bixby Creek (Bixby Creek Bridge), es una popular atracción turística en Big Sur.

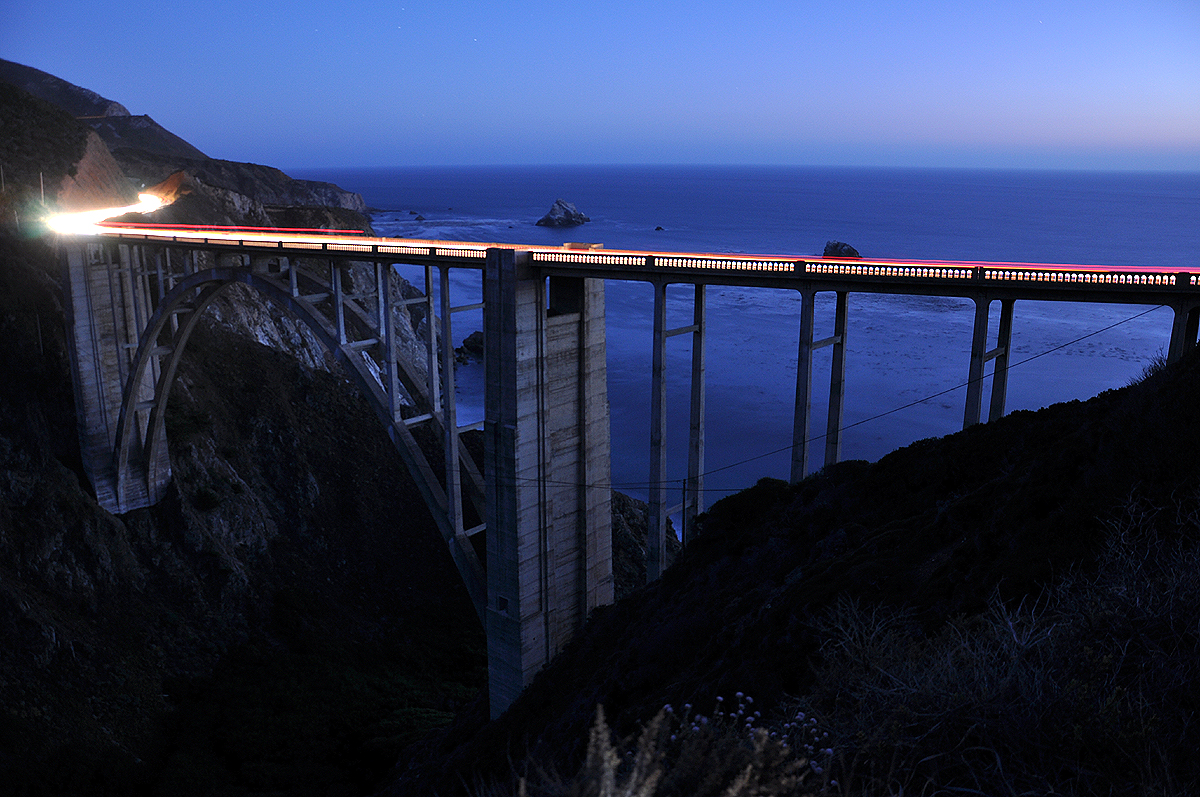
Big Sur. Puente Bixby de noche

Big Sur es una región muy poco poblada de California donde las montañas de Santa Lucia emergen abruptamente del océano Pacífico. El nombre "Big Sur" deriva de la denominación original española "el sur grande" o "el país grande del sur", que hace referencia a su localización al sur de la península de Monterey. La zona ofrece vistas imponentes, lo que hace que Big Sur sea un destino turístico popular.

## Parques de Big Sur
Lista de parques de Big Sur, de norte a sur:
- Carmel River State Beach
- Point Lobos State Reserve
- Garrapata State Park
- Point Sur Lightstation State Historic Park
- Andrew Molera State Park
- Pfeiffer Big Sur State Park
- Julia Pfeiffer Burns State Park
- John Little State Reserve
- Limekiln State Park